# Glenea leucomaculata
Glenea leucomaculata är en skalbaggsart som beskrevs av Stefan von Breuning 1968. Glenea leucomaculata ingår i släktet Glenea och familjen långhorningar.
Artens utbredningsområde är Laos. Inga underarter finns listade i Catalogue of Life.